# Ievan Polkka
Ievan Polkka (фін. Ievan Polkka, Ievan Polokka) — популярна фінська пісня на слова Ейно Кеттунена (13.05.1894 — 15.08.1964), виконується на діалекті саво. Часто, через схожість у латинці великої букви «I» («І») та маленької «l» («л») назву помилково пишуть як «Levan Polkka».

## Популярність
«Ievan Polkka» була написана на початку 1930-х років і відтоді часто виконувалась різними виконавцями, але залишалася невідомою широкій аудиторії. Проте ситуація помінялась, коли група Loituma 1995 року записала багатоголосу акапельну версію пісні. Крім основних шести куплетів, основну партію в яких заспівала Аніта Лехтола, у цій версії з'явилась жартівлива інтермедія (беззмістовний набір псевдослів, схожих на фінську) заспівана Ханні-Марі Турунен.
Після випуску групою Loituma 1995 року альбому Loituma (перевиданого у США 1998 року під назвою Things of Beauty), до якого увійшла ця композиція, пісня стала дуже популярною у Фінляндії. Та справжній вибух популярності стався 2006 року. В Інтернеті з'явився флеш-ролик, який складався з інтермедії пісні і короткого комічного уривку із аніме Bleach.

## Виконавці
- Матті Юрва (1937)
- Онні Лайханен (1947)
- Йорма Ікявалко (1950)
- Nummi Kvartetti (1953)
- Артту Суунтала (1966)
- Яакко Сало (1971)
- Паулі Рясянен (1972)
- Spiritual Seasons (1994)
- Loituma (1995)
- Kuplettiryhmä (1998)
- Holly Dolly (2006)
- Хацуне Міку[4] (2008)
- Kuunkuiskaajat (2010)
- Korpiklaani (2012)

## Кавери та римейки
- Український кавер на Ievan Polkka від Hibikit